# Sharp
Korporacija Sharp (Sharp Corporation シャープ株式会社, Shāpu Kabushiki-gaisha?) ime je za japansku multinacionalnu koja dizajnira i proizvodi elektroničke proizvode. Sjedište tvrtke je u gradu Abeno-ku, Osaka. Tvrtka Sharp ima oko 55,580 zaposlenika  (brojevi od lipnja 2011. godine). Tvrtka je osnovana u rujnu 1912. godine, i ime je dobio po izumu Ever-Sharp (uvijek oštra mehanička olovka, svoga osnivača Tokuju Hayakawe  (早川 徳次) 1915. godine. Od 1915. godine, tvrtka Sharp se razvila u vodeću elektroničku tvrtku u svijetu. Sharp je četvrta tvrtka po veličini u proizvodnji televizijskih ekrana iza sljedećih tvrtki: Samsung, LG i Sony.